# イモト (刃物製造)
株式会社イモトは兵庫県三木市別所町小林にあった刃物製造メーカー。主に、ヘッジトリマーの製造をメインにしていた。コンバイン刈刃、ヘッジトリマー用カッター刃、業務用芝刈り刃をOEM向けにも製造していた。

## 沿革
- 1928年2月 - 井本由一がかんな製造業を始める。
- 1950年7月 - 法人組織に変更。
- 1962年4月 - 株式会社井本製作所設立。
- 2002年5月 - 回転刈り刃でJISを取得。
- 2006年1月 - ISO9001：2000を取得。
- 2008年11月 - セイレイ優良認定工場に認定。
- 2009年10月 - ベトナム人研修生を採用
- 2013年（平成25年）3月26日 - 農業用機械の販売不振で売り上げが下落し、自社工場の設備投資への債務負担などが嵩んだことによって自己破産申請の準備に入り、倒産した。[1]跡地は解体され、延田エンタープライズパチンコ&スロット123三木店が同年12月17日に開店した。[2]

## 本社所在地

### 本社
三木市別所町小林657

### 貿易部門
株式会社キッスコーポレーション

## 製品
- コンバインバインダ用刈刃仕組（刈り取り用カッター）
- コンバイン用わら切り回転刃（排わら処理用カッター）
- ヘッジトリマ用カッター
- ヘッジトリマ用サポート器具
- チップソー、丸鋸
- 刈り払い刃
- ゴルフ場用芝刈り刃
- 乗用摘採機用刈り刃
- 乗用草刈り機用刃

## 本社施設
- 2階事務所
- 成形工場
- 熱処理工場
- 組立工場
- 仕上工場
- 包装場兼倉庫
- 検査室